# Makuria
Makuria, Macuria, Makurra o Mukurra (del árabe: مقرة; al-Mukurra o al-Muqurra) fue un reino medieval existente en lo que en la actualidad es la parte norte de Sudán y el sur de Egipto. Su capital tradicional era la ciudad de Vieja Dongola, nombre que a veces recibe el reino. Fue uno de un grupo de reinos de Nubia que aparecieron en los siglos posteriores a la caída del Reino de Kush, que había dominado la región desde 800 a. C. a 350. Makuria cubría originalmente el área del Nilo desde la tercera catarata a algún lugar entre la quinta y la sexta. Controlaba las rutas de comercio, minas y oasis al este y el oeste. 
A finales del siglo VI los monarcas de Makuria se convirtieron al cristianismo, pero en el siglo VII Egipto fue conquistado por los ejércitos islámicos, y Nubia quedó aislada del resto de la Cristiandad. En 651 un ejército árabe intentó la invasión, pero fue repelido y se firmó un tratado llamado baqt, que creó una paz entre los dos bandos que resistió hasta el siglo XIII. Makuria se expandió, anexionándose el reino del norte, Nobatia, o en tiempos de la invasión árabe o durante el reinado del rey Merkurios. El periodo desde aproximadamente 750 a 1150 fue próspero para el reino, y recibe el nombre de «Edad Dorada». Las agresiones desde Egipto y las discordias internas llevaron al colapso del estado en el siglo XIV.

## Reino Unido de Makuria y Nobatia
Durante el reinado (675 a 710) de Mercurios de Makuria, la unificación de Makuria con Nobatia se concretó plenamente. Una inscripción de la época señala que Mercurios hizo edificar dos grandes iglesias en Nobatia, una en la ciudad de Faras y otra en la ciudad de Taifa. Un documento del 759 denomina al rey Ciríacos (quien gobernó probablemente entre 759 y 768) «señor de la Makuria y Nubia —Nobatia—».

## Coptos e invasión árabe
La prédica del cristianismo en Makuria parece tener el mismo origen que en la Nobatia.
En el 640 el general árabe Ahmed ibn al-Aziz conquistó el Egipto hasta entonces bizantino; en esas fechas, la mayoría de la población egipcia profesaba una variante del cristianismo, la monofisita, llamada luego Iglesia copta. El patriarca «melquita» («ortodoxo») Giorgios de Alejandría debió refugiarse en Constantinopla, por lo que quedó vacante la sede patriarcal de Alejandría durante aproximadamente un siglo. En el ínterin, los cristianos coptos alcanzaron un pacto con los árabes por el cual los segundos aceptaban que en el territorio egipcio y en Nubia ejerciera el control religioso un patriarca monofisita. Parece que en el siglo VI hubo nueve obispados coptos en Makuria-Nobatia y otros seis en Aloa.
En el 651 el reino de Makuria-Nobatia (o simplificando, Nobatia) pudo rechazar un intento de invasión árabe y logró establecer una paz mediante un tratado de  baqt (pago de tributo) a los árabes. Pese a tal tributo, el reino cristiano de Makuria y Nobatia tuvo un período de prosperidad que se extendió aproximadamente desde el 750 al 1150. Hacia la segunda mitad del siglo IX, el rey de Makuria intentó recuperar la región septentrional de Nobatia (la zona de Asuán) que había quedado en poder de los árabes, pero fue derrotado por los musulmanes de la dinastía fatimí; en tal lid muchos combatientes makurios cayeron prisioneros y la región de la Nobatia septentrional quedó bajo dominio islámico hasta la desaparición de la mencionada dinastía fatimita en el 1169. Este último acontecimiento lo aprovechó el rey de Makuria, que pudo recuperar la región de Asuán (estratégica, ya que era y es la puerta de entrada a Nubia).
El historiador árabe Al-Makrizi menciona que el reino de Makuria (llamado por los árabes Mukarra o Mukarrah) se extendía desde Asuán hasta el reino de Alodia (en árabe: Alwa o Al-Uah). Generalmente los historiadores árabes se referían al reino de Makuria llamándole Nubiyyah (Nubia, denominación derivada del antiguo reino de Nobatia) o Dunqulah (Dongola, la capital de Makuria), si bien quedan constancias en una misiva de Kasr Ibrahim al patriarca monofisita Marcos III de Alejandría (1166-1169) de los nombres Nobatia, Alodia y Mukurra o Makuria.

## Invasiones de ayubitas y mamelucos
En 1173 el general de Saladino Shams al-Dawba Turanshah atacó desde el Yemen (es decir, desde la retaguardia) a los reinos cristianos de Nubia; esto facilitó que el norte de Makuria (principalmente la zona de Nobatia) quedara ocupado por la dinastía egipcia musulmana de los ayubitas. Como respuesta, en 1272 el rey David de Makuria intentó capturar el puerto egipcio de Aidhab —en las costas del mar Rojo, en la zona actualmente fronteriza entre Egipto y Sudán—; esto empero provocó una reacción de los mamelucos, que conquistaron la capital de Makuria, la ciudad de Dongola, en 1274, obligando a la población a pagar fuertes tributos o a convertirse por la fuerza al islam. Tras esto hubo un periodo muy convulso entre 1276 y 1290 con frecuentes cambios de rey, debidos a las presiones de los mamelucos. Algunos territorios se escindieron del reino de Makuria hacia el 1290 y formaron los pequeños reinos de Dau (o Daw)  y el de la región montañosa llamada en árabe Yébel Adda.
En 1293 el rey de Makuria seguía tributando a los mamelucos, lo mismo que su sucesor, si bien en 1304 la mayor parte del país recuperó la independencia. Pero, entre los años 1315 y 1317, ocurrieron dos sucesos nefastos para Makuria: una gran oleada de beduinos se estableció en las regiones del Kordofán y del Darfur, quedando así flanqueado por el oeste y suroeste el reino;, y luego de esto, los mamelucos invadieron desde el norte nuevamente el país e instalaron en el trono a uno de sus protegidos llamado Bershambo, quien se convirtió al islam con el nombre de Saif-al-Din Abdallah (1318). Este, como los «reyes» que le sucedieron, fue un mero instrumento de los mamelucos y perdió todo poder a mediados del siglo XIV. En 1377 la «tribu» nubia islamizada —y sometida a los mamelucos— de los kanuz controló la región de Asuán, pero una hambruna originada por un descenso de las aguas del Nilo hizo que gran parte del territorio fuera abandonada. El último rey de Makuria del que se hace mención se llamaba Nasir, soberano nominal hasta 1397, año en que desapareció el reino. En 1410 otra tribu nubia islamizada, la de los Hawwara, derrotó y expulsó definitivamente a los kanuz al tiempo que hacía desaparecer todo Estado sucesor del reino cristiano de Makuria. En 1504 el sultanato de Sennar, tras haber destruido el reino cristiano de Alodia, pasó a controlar el antiguo territorio de Makuria, con lo que desaparecieron casi totalmente los vestigios de los antiguos reinos cristianos de Nubia.

## Cultura y arte

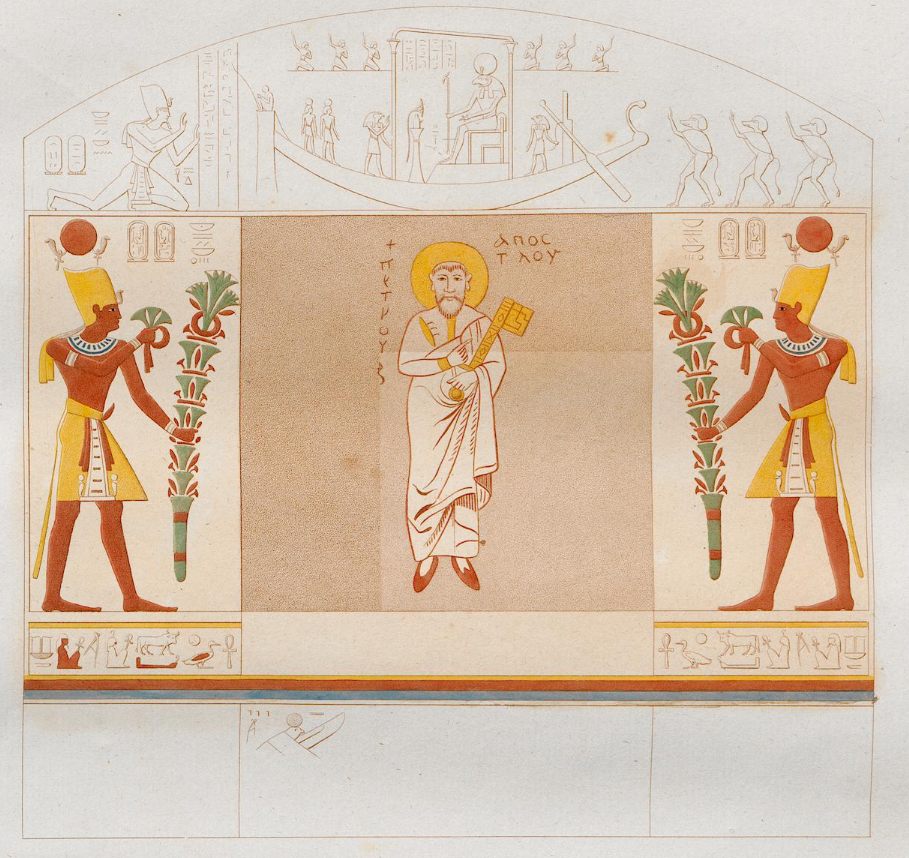
Copia del de una pintura de finales del y principios del del templo-iglesia de Wadi es Sebua en la Baja Nubia.

Tras siglos de devastación, es poco lo que hoy resta —o al menos se ha hallado— del arte makurio e incluso de elementos culturales —costumbres etc.— típicamente makurios; se sabe que el arte (por ejemplo la arquitectura y la pintura religiosa) makurio derivó principalmente del reino de Nobatia y que poseía, asimismo, influjos del arte copto y del axumita, aunque a partir del siglo XI se produjo una acelerada arabización de la cultura makuria.
Se han hallado las ruinas de un importante monasterio bizantino en Al Ghazali (al norte del actual Sudán), en lo que fue el territorio de Makuria, con numerosas vasijas y objetos funerarios.

## Elenco de los reyes de Makuria[Nota 1]
- Reyes desconocidos hasta el 651
- Qualiduru 651-652
- Zacarías I c.652-655
- Rey o reyes desconocidos entre 655-675
- Mercurios 675-710
- Rey o reyes desconocidos entre 710-722
- Ciríacos o Kyriakos I 722 a 738
- Zacarías II 738-744
- Simón 744-748
- Abraham 748-755
- Marcos 755-759
- Ciríacos II 759-768
- Rey o reyes desconocidos entre 768-790
- Miguel 790-810
- Juan o Johannes 810-822
- Zacarías III Israel 822-831
- Qanun (el usurpador) 831
- Zacarías III Israel (restaurado) 831-854
- Ali Baba 854-860
- Israel 860-870
- Giorgios o Jorge I 870-892
- Asabisos ¿892-912?
- Istabanos o Esteban ¿912-943?
- Kubri -circa- 943
- Zacarías IV 958-969
- Georgios II 969-980
- Simeón 980-999
- Rafael ¿999-1030?
- Georgios III ¿1030?-1080
- Salomón 1080-1089
- Basileios 1089-¿1130?
- Georgios IV 1130-1171
- Moisés 1171-1210
- Entre 1174-1210 el sector septentrional fue ocupado por los ayubitas de Egipto mientras que el sector central y meridional fue gobernado por monarcas desconocidos.
- Yahya o Iahia 1210-1268
- David I 1268-1274
- David II 1274-1276
- Shakanda 1276-1279
- Meskedet o Masqadat 1277-1279
- Berek 1279-1286
- Shamumun 1286-1288
- Rey o reyes desconocidos entre 1288-1289
- Shamumun (restaurado) 1289-1290
- Rey desconocido en 1290
- Shamumun (restaurado) 1290-1293
- Bajo los mamelucos de Egipto entre 1293-1304
- Anni (vasallo de los mamelucos de Egipto) 1304
- Budeminah (vasallo de los mamelucos) 1304
- Amai 1304-1305
- Kudambes 1305-1312
- Kerembes 1312-1315
- Ocupación mameluca entre 1315-1323
- Bershambo, o Saif al din Abdahllah -vasallo de los mamelucos- 1315-1320
- Kanz al-Dawla (vasallo de los mamelucos) 1320-1323
- Ibrahim ("rey" por tres días en 1323, vasallo de los mamelucos).
- Kerembes (restaurado como rey independiente) 1323
- Ocupación por parte de los mamelucos tras 1323
- Kans al Dawla (vasallo mameluco restaurado) 1323-?
- Mahmud (vasallo mameluco) c.1350
- Nasir (vasallo de los mamelucos) 1397
- "Reyes" -aún ignotos- vasallos de los mamelucos durante unos meses del 1397.
- Anexión al Egipto mameluco tras 1397.